# Dedulești, Buzău
Dedulești este un sat în comuna Topliceni din județul Buzău, Muntenia, România. Se află în nordul județului, lângă Râmnicu Sărat.
La sfârșitul secolului al XIX-lea, satul Dedulești era unicul sat al unei comune cu același nume și cu o populație de 1007 locuitori, aflată în plasa Râmnicul de Sus a județului Râmnicu Sărat. În ea funcționau o biserică zidită în 1792 de arhimandritul Iacob, fostă biserică a mănăstirii Dedulești; o școală de băieți cu 36 de elevi, fondată în 1874 și care funcționa în casele fostei mănăstiri; precum și o cojocărie, o potcovărie, trei măcelării, 27 de rotării, 3 mori și o pivă. În 1925, comuna Dedulești făcea parte din plasa Dumitrești a aceluiași județ și avea în unicul său sat 1336 de locuitori.
În 1950, comuna Dedulești a fost transferată la raionul Râmnicu Sărat al regiunii Buzău și apoi (după 1952) al regiunii Ploiești. În 1968, comuna a fost desființată, iar satul Dedulești a trecut în subordinea comunei Topliceni, arondată județului Buzău.